# Élévateur de piles
 (novembre 2023).
Si vous disposez d'ouvrages ou d'articles de référence ou si vous connaissez des sites web de qualité traitant du thème abordé ici, merci de compléter l'article en donnant les références utiles à sa vérifiabilité et en les liant à la section « Notes et références ».
 (novembre 2023).
L’élévateur de piles est un dispositif utilisé dans les secteurs de l'imprimerie et du façonnage des imprimés, mais également dans le conditionnement. L'élévateur de pile se positionne selon son réglage automatiquement à hauteur de l'espace de travail afin d'optimiser la vitesse de production. Il permet aussi de féminiser certaines tâches qui impliquent de soulever des matériaux lourds.
Il soulève des rames de papier au niveau de travail, les transporte vers le bas pour les empiler sur une palette se trouvant sur le sol ou les positionne sur un niveau approprié pour leur stockage sur des dispositifs de stockage intermédiaire. 
Ces élévateurs peuvent être installés à côté de presses à imprimer, de massicots etc. Pour le soulèvement ou l'abaissement du matériau ils sont munis de fourches ou de plateaux.
S'ils sont équipés d'un entraînement individuel, ces élévateurs peuvent travailler indépendamment, mais il existe également des modèles entraînés par la commande d'un système plus complexe.